# Ciemniak

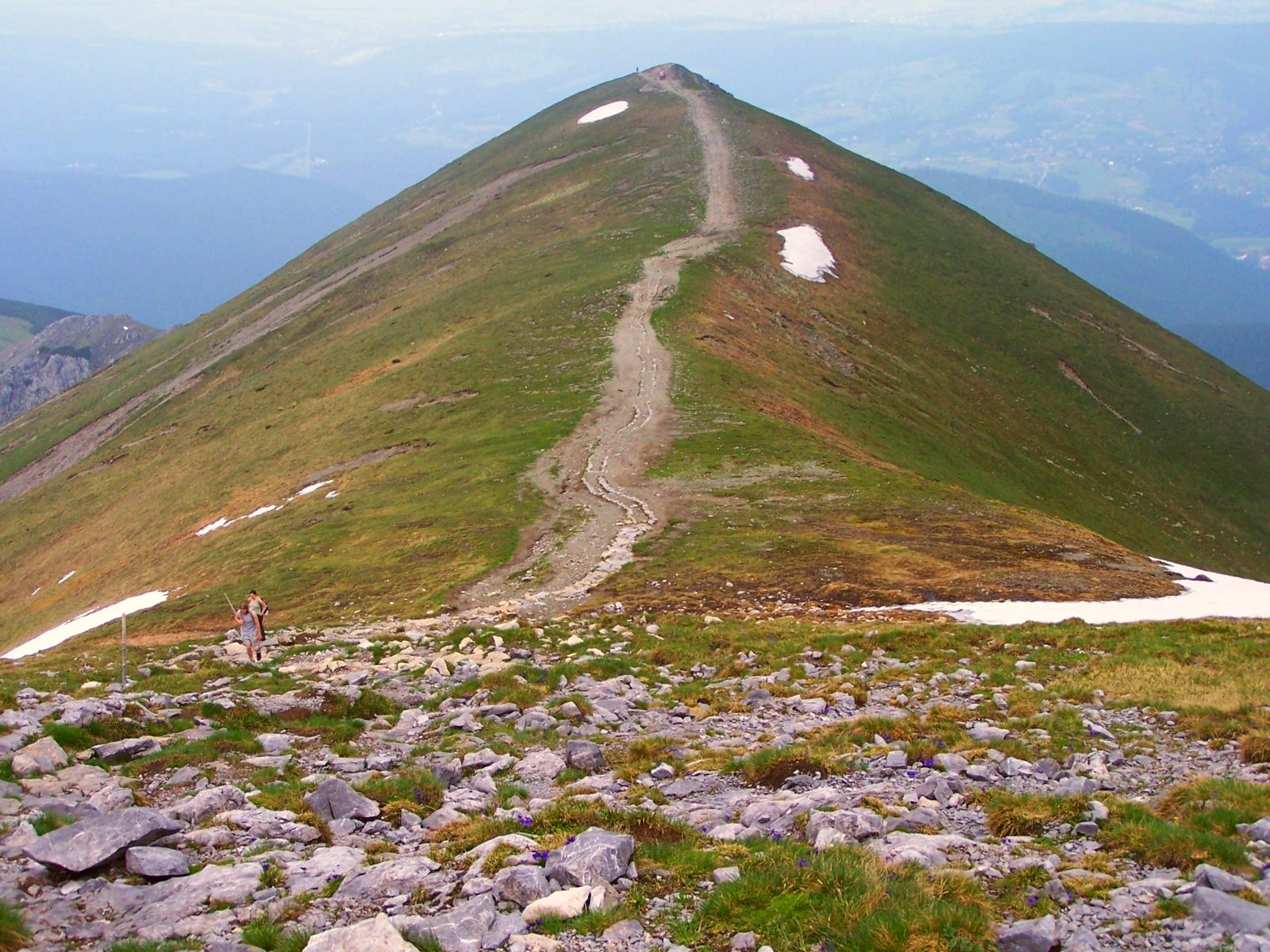
Ciemniak – północno-zachodnia grań (Twardy Upłaz z Twardą Kopą)

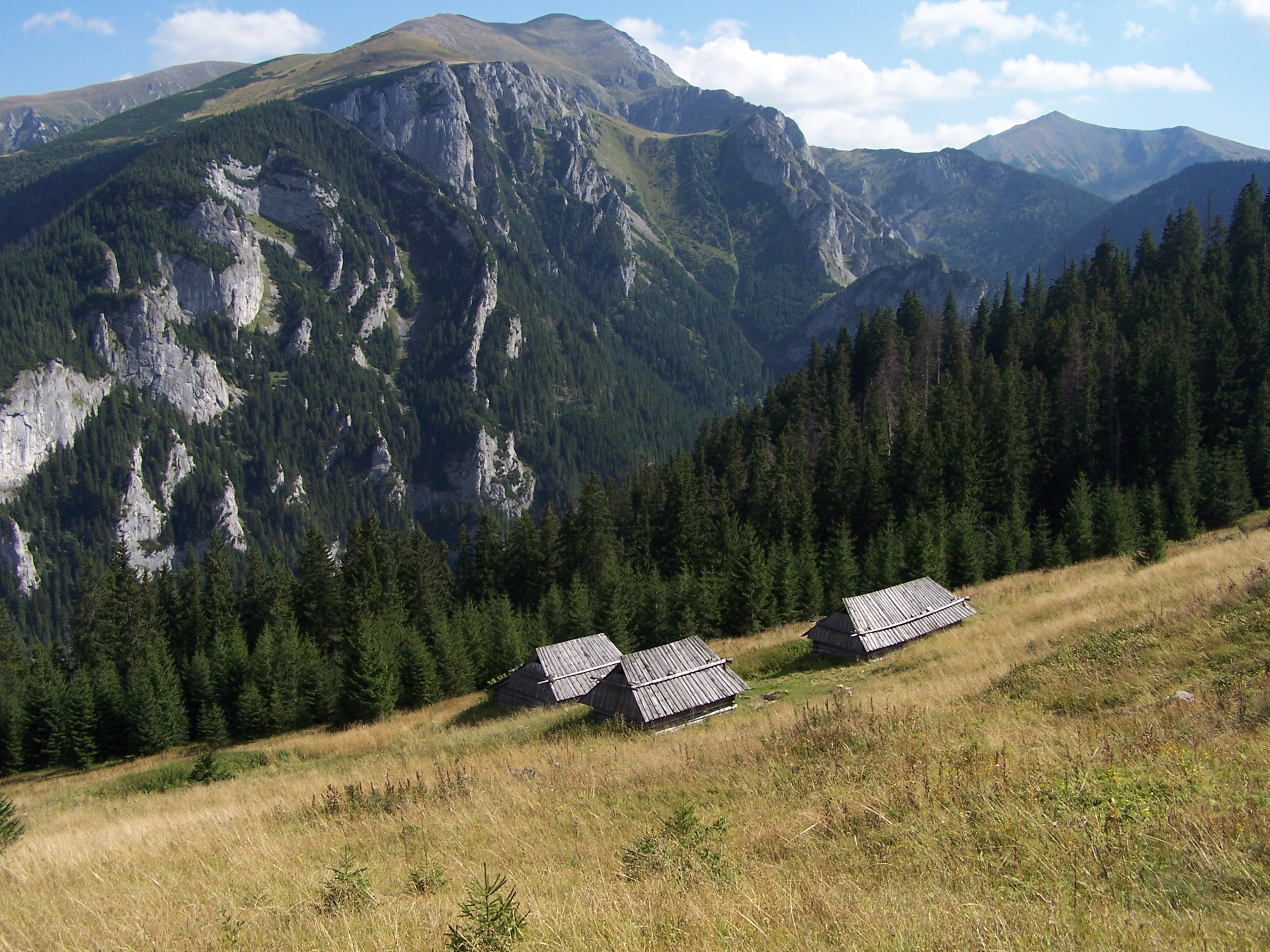
Widok z polany na Stołach

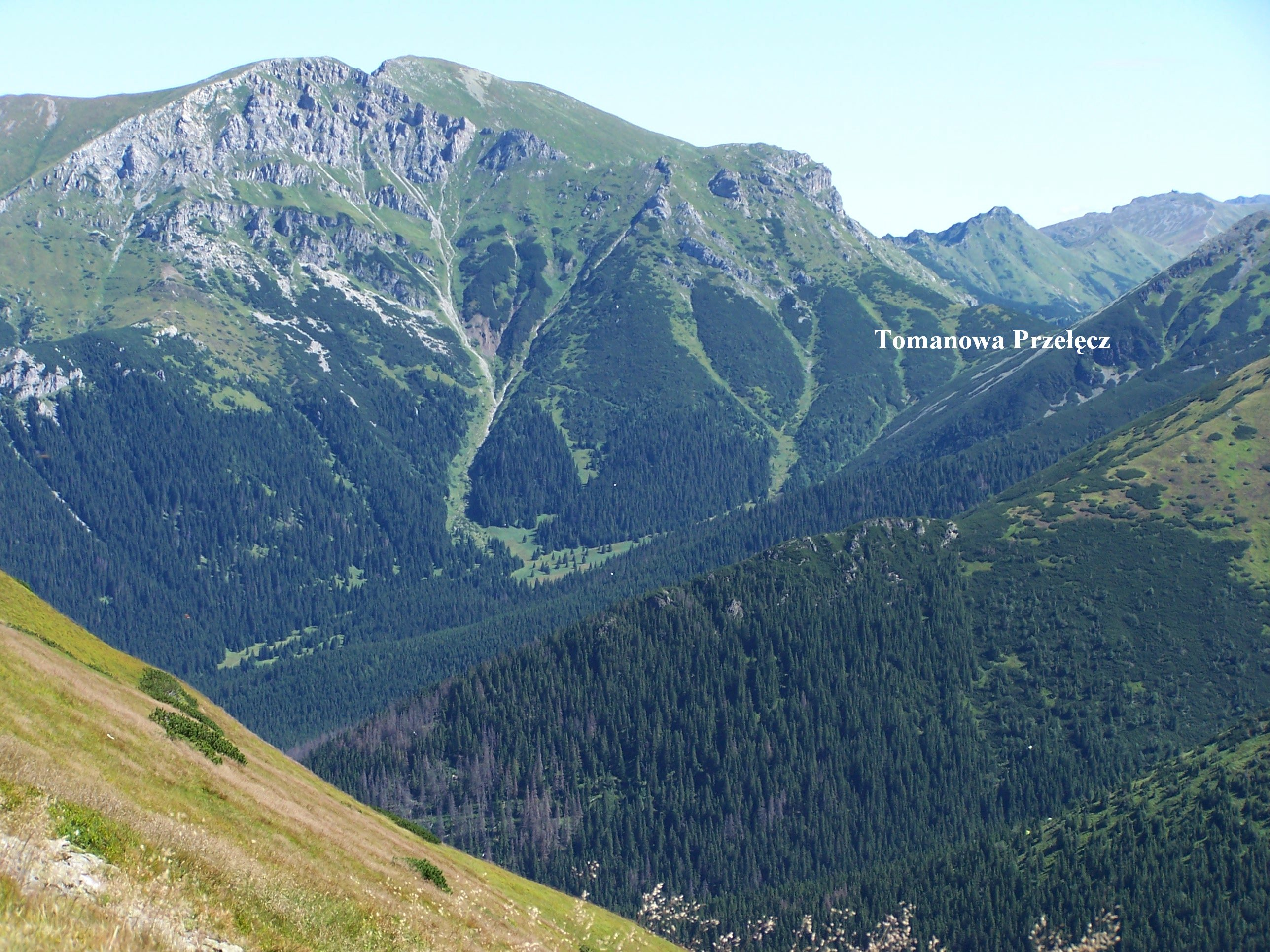
Ciemniak od zachodniej strony (z Ornaku)

Ciemniak (słow. Temniak, 2096 m n.p.m.) – najdalej na zachód wysunięty szczyt należący do masywu Czerwonych Wierchów w Tatrach Zachodnich. Słowackie źródła podają wysokość 2090 m.

## Topografia
Znajduje się w grani głównej Tatr Zachodnich, pomiędzy niewielką Mułową Przełęczą (2067 m), oddzielającą go od Krzesanicy, a wybitną Tomanową Przełęczą (1686 m). Wierzchołek Ciemniaka to płaska i rozległa kopuła szczytowa, od której odbiegają cztery granie:
- we wschodnim kierunku przez Krzesanicę odcinek grani głównej,
- w południowym kierunku odcinek grani głównej poprzez Tomanowe Stoły do Tomanowej Przełęczy. Na Ciemniaku następuje załamanie głównej grani Tatr o 90°. W grani od wierzchołka znajdują się kolejno Wyżnia Mała Przełączka, Głazista Czubka, Mała Przełączka i Głazista Turnia[2],
- północno-zachodnia grań Ciemniaka oddzielająca Dolinę Kościeliską od Doliny Miętusiej. Najwyżej w grani tej znajduje się Twardy Grzbiet z Twardą Kopą, od wierzchołka Ciemniaka odgraniczoną Szerokim Siodłem,
- w zachodnim kierunku Wysoki Grzbiet.

Ciemniak wznosi się ponad dolinami: Kościeliską, Tomanową, Tomanową Liptowską, Miętusią i polodowcowym kotłem niewielkiej Doliny Mułowej, do której opadają strome, lecz nieduże urwiska. Nazwa szczytu pochodzi prawdopodobnie od tej właśnie doliny, zwanej dawniej przez pasterzy Doliną Ciemną.

## Geologia
Ciemniak zbudowany jest z dolomitów z przeławiceniami wapieni wieku środkowotriasowego, tylko Twardy Grzbiet w górnej części północno-zachodniej grani przykryty jest twardymi skałami krystalicznymi. W stromym stoku zachodnim (od strony Doliny Kościeliskiej) znajdują się liczne skałki, tzw. Rzędy Tomanowe, poprzedzielane Czerwonymi Żlebkami. Te łączą się poniżej w Czerwony Żleb – jedyne północne odgałęzienie Doliny Tomanowej. W wapiennych skałach Ciemniaka znajdują się liczne jaskinie. Największe z nich to: Jaskinia Miętusia, Jaskinia Lodowa w Ciemniaku, Studnia w Kazalnicy Miętusiej, Szczelina w Ciemniaku, Jaskinia Wysoka za Siedmioma Progami. Pod samym szczytem znajduje się jaskinia Studzienka w Ciemniaku.

## Flora
Już w połowie lata pędy rosnącego na Twardym Grzbiecie situ skuciny zaczynają brunatnieć, nadając szczytowi czerwone zabarwienie. Szczyt porasta bogata flora, występują tu zarówno rośliny podłoża wapiennego, jak i granitowego. Prof. Władysław Szafer tłumaczył to występowaniem tutaj granitowych żwirów powstałych z rozkładu dawnej pokrywy ze skał krystalicznych. Stwierdzono występowanie m.in. tak rzadkich gatunków roślin górskich, jak: naradka tępolistna, szarota Hoppego, bylica skalna, potrostek alpejski, rogownica szerokolistna, skalnica zwisła, głodek kutnerowaty, mietlica alpejska, sybaldia rozesłana, babka górska, turzyca czarna.

## Historia
W XIX wieku Ciemniak nazywany był Czerwonym Wierchem Upłaziańskim. Dawniej cały jego północny grzbiet należał do Hali Upłaz i wypasany był aż pod sam wierzchołek. W XIX wieku w Czerwonym Żlebie i Czerwonych Żlebkach funkcjonowały kopalnie rudy żelaza.
Wejście na szczyt nie przedstawia żadnych trudności technicznych i wchodzono na niego od dawna. Pierwsze wejście zimowe miało miejsce w roku 1908. Ze szczytu Ciemniaka szczególnie dobre widoki na Dolinę Kościeliską i Tatry Zachodnie, widoczne jest też Jezioro Orawskie.

## Szlaki turystyczne
– odcinek czerwonego szlaku z Cudakowej Polany w Dolinie Kościeliskiej przez Adamicę, Polanę Upłaz, Chudą Przełączkę i Ciemniak na Kasprowy Wierch i dalej.
- Czas przejścia z Cudakowej Polany na Ciemniak: 3:25 h, ↓ 2:30 h
- Czas przejścia z Ciemniaka na Kasprowy Wierch: 3 h, z powrotem 2:55 h

 – zielony przez Twardy Grzbiet, Chudą Przełączkę, Czerwony Żleb i Dolinę Tomanową do schroniska na Hali Ornak. Do Chudej Przełączki biegnie razem ze szlakiem czerwonym. Czas przejścia z Ciemniaka na Halę Ornak: 2:40 h, ↑ 3:40 h